# Khuê Phong Tông Mật
Khuê Phong Tông Mật (zh: 圭峰宗密, guīfēng zōngmì, ja: keihō shū-mitsu, 780-841), Thiền sư Trung Quốc thuộc phái Hà Trạch Thần Hội và cũng là tổ sư đời thứ năm của Hoa Nghiêm Tông. Trong cuộc đời hoằng pháp của mình, ông viết nhiều chuyên luận quan trọng về tình hình Phật giáo đương thời vào đời Đường Trung Hoa, và là một trong những gương mặt kiệt xuất trong lịch sử Phật giáo Á Đông trong tinh thần là một học giả có quan điểm mới lạ với những phân tích rất sáng suốt về sự phát triển của Thiền tông và Hoa Nghiêm tông và các quan điểm về tư tưởng, tôn giáo trong thời của ông. Tư tưởng và các lý luận của ông đã gây ảnh hưởng rất lớn đến đời sau, tác phẩm Hoa Nghiêm Nguyên Nhân Luận của ông là một trong những tác phẩm tiêu chuẩn mà các vị tăng Nhật Bản phải học qua.
Ông là một trong những người tiên phong khởi xướng thuyết Tam Giáo Đồng Nguyên với chủ trương dung hợp cốt tủy và triết lý của 3 tôn giáo lớn nhất ở Trung Quốc là Phật giáo, Đạo giáo và Nho giáo và cũng là người đầu tiên dung hợp giáo lý và đường lối thực hành hài hòa giữa Thiền tông và Giáo môn (đặc biệt nhất là Hoa Nghiêm Tông).

## Cuộc đời
Ông họ Hà, quê ở Quảng Châu, tỉnh Tứ Xuyên. Ban đầu ông theo học Nho Giáo và sau đó cảm mến Phật Pháp và xuất gia với Thiền sư Đạo Viên thuộc phái Hà Trạch. Không lâu sau, ông được tiếp xúc với giáo lý của Hoa Nghiêm Tông và ngộ ý chỉ qua Kinh Viên Giác và quyển Pháp Giới Môn của Sơ tổ Tông Hoa Nghiêm là pháp sư Đỗ Thuận rồi quyết định lập trường tu hành của mình.
Năm 799, ông thọ cụ túc giới và sau đó đến năm 808 sư được Thiền sư Đạo Viên chỉ đến yết kiến tu tập với Thiền sư Nam Ấn và sau đó Nam Ấn lại chỉ sư đến học Thiền với Thiền sư Thần Chiếu ở chùa Báo Quốc. Nhờ tham học với 3 vị Thiền sư này nên ông thấu được yếu chỉ của Thiền Tông và phái Hà Trạch.
Đến năm 811, ông đọc Hoa Nghiêm Sớ và cảm ngộ nói rằng: "Các thầy thuật tạo ít có cùng tột chỉ yếu, chưa bộ nào bằng bộ này, bộ này văn chương lưu loát, nghĩa lý rõ ràng. Ta tu Thiền thì gặp Nam tông (đốn ngộ), kinh điển thì gặp Viên Giác. Chỉ một câu nói tâm địa khai thông, trong một quyển kinh nghĩa sáng khắp trời. Nay lại gặp bộ tuyệt bút này biết sạch trong lòng". Và đến yết kiến Thiền sư Thanh Lương Trừng Quán- tổ thứ tư của Hoa Nghiêm tông và nghiên cứu sâu vào giáo lý của Hoa nghiêm tông. Từ đó, ông chuyên tâm sáng tác và thuyết pháp về đường lối Thiền- Giáo của mình và danh đức của ông càng cao và được nhiều người ngưỡng mộ biết đến.
Năm 828, ông đến trụ trì tại Thảo Đường Tự ở núi Chung Nam và viết bộ Viên Giác Kinh Đại Sớ Sao. Vua Đường Văn Tông từng mời ông vào cung thuyết pháp và rất kính mến ông, ban cho ông chiếc áo cà-sa tía (tử y). Cư sĩ Thiền Tông nổi tiếng là Tể tướng Bùi Hưu từng nhiều năm tham học với ông và biên soạn cuốn Bùi Hưu Thập Di Vấn dựa trên những thắc mắc về Phật Pháp của mình và lời giải đáp của Khuê Phong.
Năm 841, ông ngồi kiết- già và an nhiên thị tịch tại Thảo Đường Tự, thọ 62 tuổi, hạ lạp 43 năm. Môn đệ trà tỳ nhục thân được rất nhiều xá lợi, vua sắc phong hiệu là Định Huệ thiền sư.

## Tư tưởng
Thiền sư Phong Khuê được đánh giá là một vị luận sư Phật giáo có tính điềm đạm và thận trọng, với nhiều tác phẩm luận giải Kinh điển của mình. Người sáng lập Thiền phái Tào Khê ở Triều Tiên là Thiền sư Trí Nột từng đọc những bài Luận của sư và ngộ đạo, Trí Nột chịu ảnh hưởng rất lớn đối với tu tưởng Thiền Giáo song tu và Kiến Tính Khởi Tu của sư, từ các tác phẩm và sự truyền bá của Trí Nột, tư tưởng của Phong Khuê đã lan rộng và ảnh hưởng tới quan điểm của Thiền tông Triều Tiên sau này, chú trọng đến cả việc nghiên cứu các giáo lý Phật Pháp và thực hành Thiền tông, đặc biệt là quan tâm đến ý nghĩa của sự hoà hợp các quan điểm có khuynh hướng độc đáo trong cả hai tông phái.
Sư nghiên cứu sâu rộng tất cả các bản kinh chủ yếu là bản Hán Tạng trong thời của sư, chuyên tâm về các Kinh luận đề cập đến tư tưởng Hoa Nghiêm Tông, Như Lai Tạng và mối quan hệ với Thiền tông. Sư chịu ảnh hưởng đậm nét tư tưởng Hoa Nghiêm, và nổi bật với công trình phân loại các giáo lý, nghĩa là sư nỗ lực trong đánh giá sự khác biệt trong giáo lý Phật giáo bằng cách phân loại chúng theo mục đích đặc biệt của từng loại giáo lý.
Xem: Ngũ Vị Thiền
Tuy sư hướng những nghiên cứu quan trọng của mình vào những kinh như Hoa Nghiêm, luận Đại thừa khởi tín, kinh Kim Cương, nhưng sư vẫn bắt tay vào những đề tài khác như lập lại mối tương quan của ba pháp môn (Thiền, tịnh, mật) và các phái Thiền khác nhau, mà luận giải của Tông Mật về kinh Viên Giác còn là kiệt tác trong sự nghiệp nghiên cứu của sư.
Phần lớn cuộc đời của sư liên quan đến việc cung cấp cuộc đối thoại giữa Phật giáo, Đạo giáo và Nho giáo. Sư cho rằng cả ba tôn giáo cơ bản đều giống nhau, với những điều dạy về hiếu hạnh, làm lành tránh ác, rèn luyện đạo đức cá nhân, thúc đẩy xã hội hòa bình và phát triển, tuy nhiên chỉ có Phật giáo là chân lý tối thượng nhất, vì nó hướng con người đến sự giác ngộ và giải thoát.

Một tư tưởng cốt lỗi của Phong Khuê đó là Kiến Tính Khởi Tu, sư đã cố gắng hài hòa giữa quan điểm Đốn Ngộ của Thiền Lục Tổ và Tiệm Tu của Thần Tú. Sư cho rằng dù khi đạt Kiến tính và nhận ra bản tính Phật ngay nơi mình nhưng không có nghĩa là người ta đạt Phật quả ngay lập tức. Do đó, Khuê Phong chủ trương Giác ngộ đột ngột, tu tập dần dần. Sự tu tập dần dần sau khi đại ngộ này nhằm diệt trừ hết tất cả các phiền não, tập khí từ vô lượng kiếp và sau đó diệu dụng, trí huệ của Phật tính mới được hiển lộ, trong truyền thống Thiền tông gọi là bảo nhậm công phu. Sư viết:
Biết băng nơi hồ là toàn nước, nhờ ánh mặt trời mới tan ra. Ngộ phàm phu tức là Phật, nhờ pháp lực để huân tu. Băng tan thì nước chảy và mới có công dụng giặt rửa. Vọng hết thì tâm rỗng suồt, mới ứng hiện diệu dụng thần thông sáng suốt.

## Tác phẩm
1. Viên Giác Kinh Đại Sớ Sao,圓覺經大疏鈔
2. Bùi Hưu Thập Di Vấn, 裴休拾遺問
3. Khởi Tín Luận Chú Sớ, 起信論注疏
4. Vu Lan Bồn Kinh Sớ, 盂蘭盆經疏
5. Hoa Nghiêm Kinh Hạnh Nguyện Phẩm Sớ Sao, 華嚴經行願品疏鈔
6. Chú Hoa Nghiêm Pháp Giới Quán Môn,注華嚴法界觀門
7. Thiền Nguyên Chư Thuyên Tập Đô Tự, 禪源諸詮集都序
8. Nguyên Nhân Luận, 原人論